# Sigfred Andresen
Sigfred Andresen (17. maj 1925 i Læk–21. juni 1993 i Læk) var dansk skoleleder i Sydslesvig og dialektforfatter. Egl. fornavnet Siegfried på tysk.
Han blev født i Kalleshave ved Agtrup i Læk Sogn i Sydslesvig som søn af gårdejer Jens Andresen (1892–1965) i Kalleshave, der var kendt som en af frontkæmperne for danskhedens sag og som meddeler af overleverede sønderjyske sange. En af Sigfreds brødre var kunstmaleren Karl Andresen.
Han gik i tysk folkeskole fra 1931 til 1936 og i den danske privatskole i Ladelund fra 1936-1940. Derefter gik han i smedelære og aflagde svendeprøven sidst på året 1942. Indkaldelsen til "Reichsarbeitsdienst" (rigsarbejdstjeneste) kom i januar 1943. Arbejdstiden var overstået i juni 1943; men tre måneder senere blev han soldat. Han kom til at opleve østfrontens gru.
Efter krigen arbejdede han som smedesvend til november 1946. I vinterhalvåret 1946/47 var han på Danebod Højskole på Als. I 1947 begyndte han på Tønder Statsseminarium og afsluttede sin uddannelse i 1952. Han virkede i fem år som enelærer ved Klitskolen i Skt. Peter på Ejdersted og to år ved den danske skole i Hatsted nord for Husum. I 1959 blev han leder af den danske privatskole i Bredsted til sin pensionering i 1988.
Sigfred var en af de fremtrædende personligheder i sydslesvigsk kulturliv, både som foredragsholder og som forfatter af egnslitteratur. Han har skrevet novellesamlinger på sønderjysk (den sydtønderske dialekt fra Kalleshave lige syd for grænsen, hvor han voksede op), og han har skrevet en del teaterstykker til den sønderjyske teatergruppe »Æ Amatøer«, og han blev nutidens sydligste meddeler til den jyske ordbog, der redigeres på Aarhus Universitet.
Sigfred Andresens kendteste novellesamlinger er Æ gahmands bænk (1976) og Jørn Bommands enghø (1986).
I 1979 modtog Sigfred Andresen Sprogforeningens Sprog- og Kulturpris.